# Piers McDonald
Piers McDonald (né le 4 août 1955) est un syndicaliste et homme politique canadien.

## Biographie
Il est chef de l'Opposition officielle du Yukon de 1995 à 1996 puis premier ministre néo-démocrate du territoire du Yukon de 1996 à 2000.